# Zbrka umjesto glazbe
Zbrka umjesto glazbe: O operi Lady Macbeth Mcenskog okruga (ruski: Сумбур вместо музики – Об опере «Леди Макбет Мценского уезда») uvodnik je koji se pojavio u sovjetskim novinama Pravda 28. siječnja 1936. Nepotpisani članak osuđuje popularnu operu Dmitrija Šostakoviča Lady Macbeth Mcenskog okruga kao, između ostalog, "formalističku", "buržoasku", "grubu" i "vulgarnu". Odmah nakon objave počele su kružiti glasine da je kritiku napisao Josif Staljin. Iako malo vjerojatno, gotovo je sigurno da je Staljin bio svjestan članka i da se slagao sa stajalištima iznesenim u članku. "Zbrka umjesto glazbe" bila je prekretnica Šostakovičeve karijere. Članak je od tada postao dobro poznati primjer sovjetske cenzure umjetnosti u zemlji.

## Pozadina
Lenjingradski skladatelj Dmitrij Šostakovič dovršio je svoju operu Lady Macbeth Mcenskog okruga 1932. godine. Smještena u predrevolucionarna vremena, Lady Macbeth bavi se temama požude, usamljenosti i ubojstva. Neke od scena seksualno su eksplicitne; kritika u New York Sunu nazvala je operu "pornografijom". Dana 24. siječnja 1934. djelo je premijerno prikazano s velikim uspjehom, hvalili su ga kritičari i vladini dužnosnici. Lady Macbeth brzo se proširila opernim kućama diljem svijeta, učvrstivši Šostakovičev status međunarodne slavne osobe. Odmah je hvaljen u Sovjetskom Savezu. Novine "Sovetskoe iskusstvo" prozvale su Lady Macbeth "trijumfom glazbenog kazališta", dok ju je "Sovetskaja muzika" nazvala "najboljim sovjetskim djelom." Partijski dužnosnici također su bili zadovoljni, hvaleći operu i nazivajući Šostakoviča "sovjetskim skladateljem odgojenim u najboljoj tradiciji sovjetske kulture”. Godine 1934. i 1935. opera je izvedena nekoliko stotina puta diljem zemlje.

### Staljinovo negodovanje
Gotovo točno dvije godine nakon premijere opere, Šostakovič je pozvan na nastup u Boljšoj teatru 26. siječnja 1936., gdje je zatekao Staljina u prisustvu nekoliko suradnika, uključujući Andreja Ždanova i Vjačeslava Molotova Devet dana ranije Staljin je posjetio još jednu operu, Tihi Don Ivana Džeržinskog, i pohvalio ju je kao model socijalističkog realizma zbog njene lirske jasnoće i emocionalne izravnosti. Lady Macbeth nije ostavila isti dojam na sovjetskog vođu. Šostakovič je kasnije pisao svom prijatelju Ivanu Sollertinskom da je svjedočio kako se Staljin grčio na glasnim dijelovima partiture i smijao u seksualnim trenucima. Nezadovoljan Staljin odlazi nakon završetka trećeg čina. Uplašeni Šostakovič navodno je bio "bijel poput plahte" dok se naklanjao publici. Dva dana kasnije, "Zbrka umjesto glazbe" pojavila se na trećoj stranici 28. izdanja Pravde.
Članak je odmah Šostakoviča bacio u nemilost. Broj izvedbi Lady Macbeth naglo se smanjivao, sve dok opera nije potpuno zabranjena. Pojedinci koji su je ranije hvalili bili su prisiljeni povući svoje mišljenje. Skladatelj je izgubio većinu svojih prihoda i provizija. Mnogi njegovi kolege iz umjetničke zajednice pokušali su se distancirati od njega, iako su neki, poput Isaaca Babelja, Abrama Ležnjeva i Vsevoloda Mejerholda, govorili u prilog Šostakoviču (sva trojica će biti strijeljana u čistkama).
Šostakovič, koji je napola završio sa svojom Četvrtom simfonijom, bio je u Arhangelsku na koncertnoj turneji kada je pročitao članak u Pravdi. Deset dana kasnije u novinama se pojavio još jedan oštar uvodnik, ovoga puta o njegovom baletu Bistri potok. Nazvano "Baletna laž", djelo je izazvalo još više kritika, nazivajući skladatelja glazbenim šarlatanom i trgovcem "estetskog formalizma". Libretist baleta, Adrian Piotrovski, uhićen je i strijeljan sljedeće godine. Iako potresen napadima, Šostakovič je nastavio pisati svoju Četvrtu simfoniju i dovršio ju je u travnju 1936. Premijeru je zakazao za prosinac iste godine, a partituru je poslao Lenjingradskoj filharmoniji na probe koje su počele u jesen. Njegovi prijatelji izrazili su strah da će se vlasti naljutiti radom, na koji je utjecao Gustav Mahler (koga Partija nije voljela) i koji je bio strukturalno nekonvencionalan. Krajem godine Šostakovič je pozvan na sastanak s predstavnikom Saveza sovjetskih skladatelja, koji mu je savjetovao da povuče simfoniju pod prijetnjom "administrativnih mjera" zbog nepoštivanja. Skladatelj je pristao na zahtjeve i otkazao premijeru.
Šostakovič je službeno rehabilitiran premijerom svoje Pete simfonije u studenom 1937. Potaknut Zbrkom umjesto glazbe i drugim klevetama, pojednostavio je svoju glazbu kako bi odgovarala receptima socijalističkog realizma. Peti je bio službeni uspjeh; Članovi stranke koji su ga ranije napadali priznali su da je "uvidio svoje greške" i da se navodno popravio.

## Autorstvo
Nepoznato je tko je autor članka "Zbrka umjesto glazbe", budući da je bilo uobičajeno da se članci sa službenim stavom stranke objavljuju anonimno. Znanstvenici su nagađali o autorstvu djela. Među vjerojatnim kandidatima su Ždanov, u to vrijeme direktor Lenjingradske komunističke partije i kasnije Staljinov neslužbeni ministar kulture; David Zaslavski, jedan od starijih pisaca Pravde; Boris Reznikov, još jedan zaposlenik Pravde; i Platon Keržencev, partijski dužnosnik, dramatičar i novinar. Proširile su se glasine da je sam Staljin napisao članak, iako se to sada smatra malo vjerojatnim. Međutim, s obzirom na Staljinovo prisustvo na predstavi u siječnju 1936. i iskazima očevidaca o njegovom nezadovoljstvu, razumno je pretpostaviti da je odobrio, ako ne i sankcionirao članak.